# Винуэса, Хуан
Антонио Хуан Винуэса (исп. Antonio Juan Vinuesa, годы жизни неизвестны) — аргентинский шахматист, национальный мастер.
Участник нескольких чемпионатов Аргентины (Torneo Mayor). Лучший результат — дележ 4-го места в 1937 г.
Двукратный бронзовый призер чемпионатов Южной Америки (1935 и 1936 гг.).
Участник ряда сильных международных турниров, проводившихся на территории Южной Америки.

## Спортивные результаты
| Год         | Город          | Соревнование            | + | − | = | Результат | Место |
| ----------- | -------------- | ----------------------- | - | - | - | --------- | ----- |
| 1934        | Буэнос-Айрес   | Чемпионат Аргентины     |   |   |   |           | 5—7   |
| 1934 / 1935 | Буэнос-Айрес   | Чемпионат Южной Америки | 7 | 3 | 6 | 10 из 16  | 3—4   |
| 1936        | Буэнос-Айрес   | Чемпионат Аргентины     |   |   |   |           | 8—9   |
|             | Мар-дель-Плата | Чемпионат Южной Америки | 8 | 4 | 3 | 9½ из 15  | 3—4   |
| 1937        | Буэнос-Айрес   | Чемпионат Аргентины     |   |   |   |           | 4—6   |
| 1939        | Росарио        | Международный турнир    | 2 | 4 | 1 | 2½ из 7   | 4—7   |
| 1941        | Мар-дель-Плата | Международный турнир    |   |   |   | 8 из 17   | 10—12 |